# Zitierwürdigkeit
Zitierwürdigkeit ist eine Anforderung an schriftliche Quellen, die in wissenschaftlichen Arbeiten zum Zitieren verwendet werden. Sie ist gekoppelt an die Zitierfähigkeit der Quellen.
Bei der Zitierwürdigkeit geht es darum, vor der Verwendung von Quellen zu überprüfen, ob diese den qualitativen Anforderungen einer wissenschaftlichen Arbeit gerecht werden. Durch das Zitieren der Quellen werden diese zum Bestandteil der eigenen Arbeit und können so bei schlechter Qualität die eigene wissenschaftliche Arbeit negativ beeinflussen.
Ob eine Quelle zitierwürdig ist, sollte anhand unterschiedlicher Kriterien untersucht werden. Als wichtige Aspekte werden hierbei genannt:
- Zielgruppe: Spricht die Quelle ein Fachpublikum an? Populärwissenschaftliche Texte, die ein breites Publikum ansprechen, sind meist nicht zitierwürdig.[3]
- Autor: Handelt es sich um einen formal qualifizierten und im Fachgebiet renommierten Autor?
- Herausgeber: Ist eine seriöse Einrichtung, z. B. Forschungseinrichtung oder Hochschule, an der Veröffentlichung beteiligt?
- Veröffentlichung der Quelle: Wurden die Quellen von einem wissenschaftlichen Fachverlag publiziert? Hat dieser Fachverlag ein professionelles Peer-Review-Verfahren?